# Bob Rock
Robert Jens Rock (født 19. april 1954 i Winnipeg, Manitoba, Canada) er en canadisk musiker, lydtekniker og producer.

## Musiker
Rock begyndte sin musikerkarriere som guitarist, hvor han spillede sammen med vennerne William Alexander og Paul Hyde, i Williams hus i Victoria, British Columbia.
Efter highschool flyttede Rock fra Victoria og dannede bandet the Payolas. The Payolas blev kendte med deres 80'er hit "Eyes of a Stranger", som blev spillet i filmen Valley Girl, med Nicolas Cage. I 1983 vandt The Payolas en Juno Award for bedste single.
Han arbejdede også som assistent ved Little Mountain Studios i Vancouver. I midt 80'erne havde han et sideprojekt med Payolas forsanger Paul Hyde, Rock and Hyde, der havde et hit i Canada med sangen "Dirty Water".

## Producer
Bob Rock er mest kendt for at producere for bands som Metallica og Mötley Crüe.
Han har imidlertid også arbejdet med Aerosmith, Bon Jovi, Cher, The Cult, David Lee Roth, Skid Row, Veruca Salt, Nina Gordon, Our Lady Peace, The Tragically Hip, Lostprophets, American Hi-Fi og Simple Plan.
Han arbejder lige nu sammen med The Offspring om deres nye album.

## Metallica
Bob Rock producerede det meget succesfulde album Metallica (The Black Album) i 1991 og har sidenhen fuldt op med de knap så store successer Load (1996), ReLoad (1997), Garage Inc. (1998) og S&M (1999). Bob Rock producerede også Metallicas album St. Anger fra 2003. Da den tidligere bassist Jason Newsted valgte at forlade bandet før indspilningerne til St. Anger, spillede Bob Rock bas under indspilningerne.